# هنریک بول
 هنریک بول (انگلیسی: Henrik Bull؛ ۲۸ مارس ۱۸۶۴ – ۲ ژوئن ۱۹۵۳) یک معمار اهل نروژ بود.